# Elmer Sterken
Elmer Sterken (Apeldoorn, 24 juni 1961) is een Nederlands macro-econoom. Hij is hoogleraar monetaire economie en was van maart 2011 tot en met augustus 2019 Rector Magnificus van de Rijksuniversiteit Groningen. Van september 2019 tot mei 2020 was Elmer Sterken interim-directeur van het Koninklijk Nederlands Instituut Rome.Van 2019 tot 2023 was Elmer Sterken lid van het bestuur van de Coimbra Group, en van  2021 tot en met 2024 was hij lid van de Raad van Toezicht van het Groninger Museum en voorzitter van de Raad van Toezicht van de Universiteit voor Humanistiek.  Hij is lid van de Centrale Plan Commissie (CPC), het toezichtsorgaan van het Centraal Planbureau (CPB).

## Biografie
Sterken volgde van 1978 tot 1983 de opleiding econometrie aan de Rijksuniversiteit Groningen die hij cum laude voltooide. In 1990 promoveerde hij op het proefschrift DUFIS. An econometric model of the Dutch financial system. Sinds 1986 was hij tevens werkzaam als universitair docent aan de Rijksuniversiteit Groningen. In 1994 werd hij aangesteld als hoogleraar-directeur bij het Landelijk Netwerk Bedrijfseconomie, een functie die hij tot 1999 vervulde. Naast zijn functie bij het Landelijk Netwerk Bedrijfseconomie werd hij in 1994 tevens aangesteld als hoogleraar monetaire economie aan de Rijksuniversiteit Groningen. Het jaar erop hield hij zijn inaugurele rede getiteld Synchronisatie. Zijn onderzoek is gericht op monetaire theorie en beleid, bank-bedrijf-relaties en sportstatistiek. Zo heeft hij onder andere gepubliceerd over de rol van de beschikbaarheid van informatie voor de kredietverlening door banken aan bedrijven. Een voorbeeld van het onderzoek naar sportstatistiek is de relatie tussen economische ontwikkeling en de organisatie van grootschalige sportevenementen als de Olympische Spelen.
Van 2008 tot 2011 was hij de decaan van de Faculteit Economie en Bedrijfskunde waarna hij in 2011 benoemd werd tot rector magnificus. Eind 2013 kwam hij als rector magnificus in opspraak omdat hij er geen probleem in zag dat de psychiater Rogier Hoenders promoveerde. De Vereniging tegen de Kwakzalverij leverde hier forse kritiek op omdat zij twijfelde aan de kwaliteit van het proefschrift. In 2014 nomineerde de Vereniging tegen de Kwakzalverij Sterken voor de Meester Kackadorisprijs.
Voor zijn afscheid als rector magnificus zette de Rijksuniversiteit Groningen 70.000 Euro op de begroting.
Sterken is gasthoogleraar geweest aan onder andere de Yale Universiteit, de Universiteit van Osaka en de Fudan Universiteit. Hij is lid van de redactie van het tijdschrift Corporate Governance: An International Review.

## Publicaties (selectie)
- E. Sterken & B.W. Lensink (2001).  Asymmetric information, option to wait to invest and the optimal level of investment, Journal of Public Economics, 79, 365-374
- E. Sterken & B.W. Lensink (2002).  The option to wait to invest and credit rationing: a note on the Stiglitz-Weiss model, Journal of Money, Credit, and Banking, 34, 221-225
- E. Sterken (2003). From the cradle to the grave: how fast can we run?, Journal of Sports Sciences, 21(6), 479-491
- E. Sterken (2006). Growth impact of major sporting events, European Sport Management Quarterly, 6(4), 375-389
- E. Sterken, K. Ogawa & I. Tokutsu (2007). Why do Japanese firms prefer multiple bank relations? Some evidence from firm-level data, Economic Systems, 31, 49-70
- E. Sterken, W. Wildenborg & E. Oude Steenhof (2010). Moeten bankiers weer met de poten in de modder?, Eburon Business
- E. Sterken & L. de Haan (2011). Bank-specific daily interest rate adjustment in the Dutch mortgage market, Journal of Financial Services Research, 39(3), 145-159